# Autoecologie
Aut-oecologie of autecologie is een ecologische benadering, die de interacties van individuele organismen met hun omgeving bestudeert. Een autecologische benadering verschilt zowel van de gemeenschapsecologie (synecologie, community ecology) (met name de vegetatiekunde) als van de populatiebiologie, door een grotere nadruk op (soortspecifieke) aanpassingen van individuele dieren, planten of andere organismen.
De autecologie onderzoekt de soortspecifieke eisen en aanpassingen aan milieufactoren, waaronder weerstand (resistence) en veerkracht (resilience) van individuele organismen, om zo de geografische verspreiding van de soort beter te begrijpen. Een dergelijk onderzoek kan bijvoorbeeld plaatsvinden door verplaatsingsexperimenten, zoals het naar het laagland verplanten uit de Alpen van een soort.
De autecologie van plantsoorten wordt in Nederland vaak gekenmerkt in termen van Ellenbergindicatoren. De Ellenberg-indicatorwaarden duiden de typische vindplaatsen van plantsoorten. Deze vindplaatsen zijn echter gekarakteriseerd in Centraal-Europa, waardoor de indicatorwaarden niet volledig overeenkomen met de Nederlandse groeiplaatsen. Het Nederlandse klimaat is immers Atlantischer dan het meer continentale en Alpiene klimaat van Centraal-Europa. In andere landen zijn varianten op de Ellenbergindicatoren in gebruik. Zo gebruiken Frankrijk en Wallonië de grootheden en schalen van de Baseflor-database, speciaal gecreëerd voor de Franse flora, door Philippe Julve. In Zwitserland wordt onder andere gebruik gemaakt van het boek Flora Indicativa, waarvan de grootheden en schalen zijn toegespitst op de Alpiene habitats door Landolt et al. (2010).